# 光榮號戰艦
光榮號戰艦（俄语：Слава）是艘隸屬於俄羅斯帝國海軍的前無畏艦，也是五艘博羅金諾級戰艦的最後一艘。此艦原訂參與日俄戰爭的對馬海峽海戰，但因未能如期竣工而無法參與戰事，而其四艘姊妹艦則在戰事中被大日本帝國海軍擊沉或捕獲。
光榮號在第一次世界大戰時於波羅的海服役，是俄羅斯里加灣海軍中隊內最大的艦艇，曾經在1915年8月發生的里加灣海戰時迎戰德意志帝國海軍公海艦隊。1915年尾至1916年期間，光榮號多次轟炸德軍陣地和部隊。在1917年的穆胡島海戰中，光榮號被德國的国王号战列舰擊中，吃水深度大增，無法經由北方的淺水航道逃逸。最後，光榮號擱淺在穆胡海峽一處淺灘上，再被俄軍以魚雷自沉。1918年，蘇俄正式把光榮號從海軍名單上剔除。1935年，愛沙尼亞人把艦隻拆解報廢。

## 設計
光榮號水線長118.69（389英尺5英寸），全長121.1（397英尺4英寸），船寬23.2（76英尺1英寸），吃水深度為8.9（29英尺2英寸），比設計多出965（38.0英寸）。它的標準排水量為14,646公噸（14,415長噸），相比設計排水量13,733公噸（13,516長噸）還要多出914公噸（900長噸），滿載排水量則為15,520公噸（15,270長噸）。

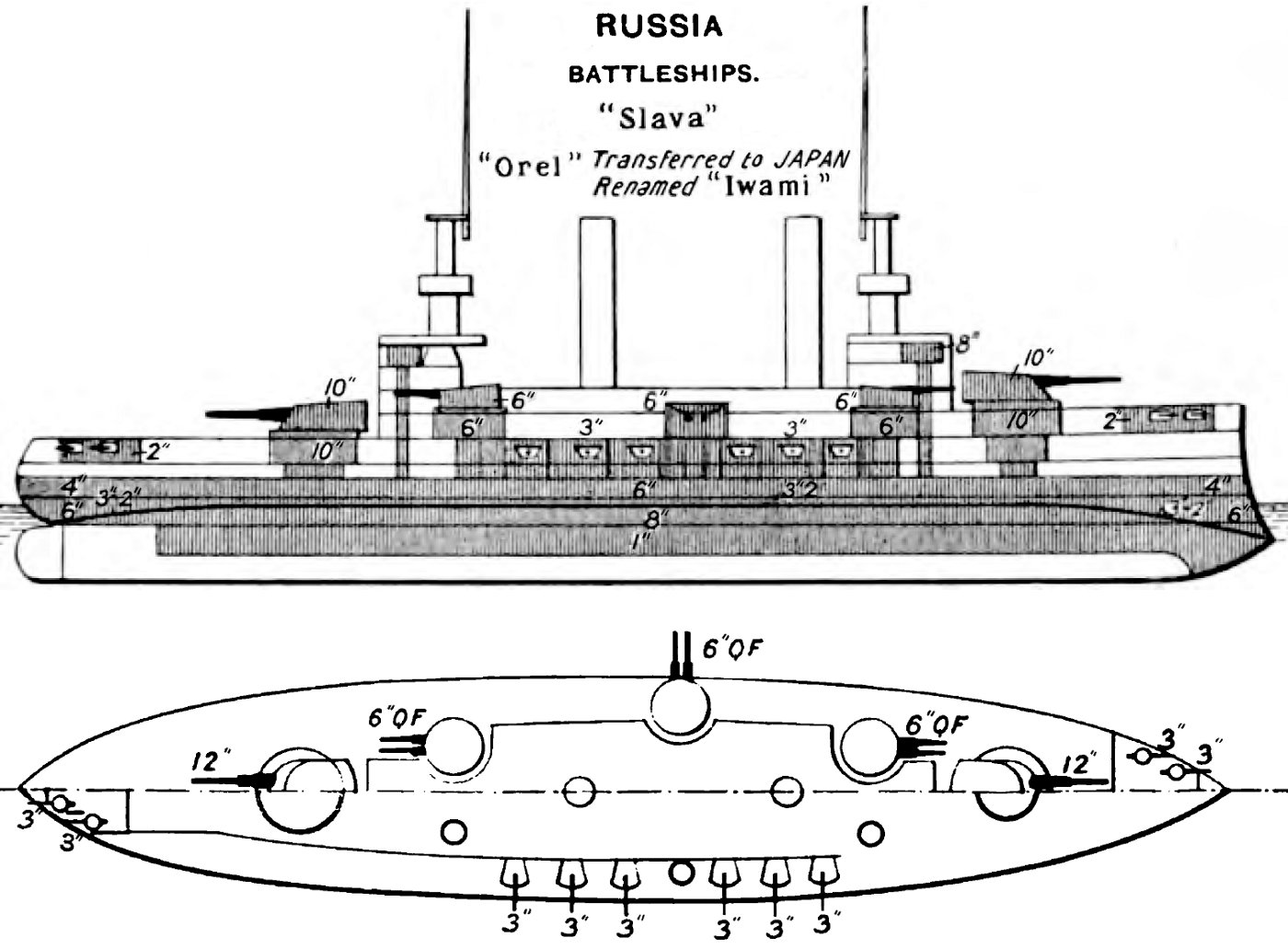
船隻的右側視圖和甲板布置圖，收錄於1906年《海軍年報》內

光榮號的動力由兩台4缸垂直三重擴張蒸汽機提供，每台驅動一個四葉螺旋槳，20台水管式鍋爐在21標準大氣壓（2,128千帕斯卡；309磅力每平方英寸）的壓力下為發動機提供蒸汽。蒸汽機和鍋爐均由波羅的海造船廠建造。蒸汽機的總設計輸出功率為15,800匹軸馬力（11,782千瓦特），但在試驗期間產出了16,378匹軸馬力（12,213千瓦特），最高時速為32.67每小時（17.64節）。滿載時，光榮號可運載1,372公噸（1,350長噸）煤炭，並以19每小時（10節）的速度航行4,800（2,590海里）。光榮號另設四台容量為200匹軸馬力（150千瓦特）、由蒸汽驅動的發電機，以及兩台容量為86匹軸馬力（64千瓦特）的輔助發電機。
光榮號在艦艏和艦艉安裝了兩座雙聯裝305毫米40倍徑艦炮作為主炮，射速約為每分鐘一發，每座炮有60枚炮彈。12門152毫米45倍徑艦炮安裝在船舷兩側的六座電動雙聯炮塔內，它們實際射速約為每分鐘3發，每門火砲配備180發炮彈。艦隻亦設置了20門75毫米50倍徑艦炮，其中四門安裝在前部主炮塔下方的炮眼，每側兩門，專門用於對付魚雷艇。這四門火炮被放置在水線以上，可以在任何天氣情況下使用；其餘16門火炮則被安裝在低一層甲板的炮眼中，分佈在艦隻不同位置，且靠近水面。光榮號的姊妹艦亞歷山大三世號戰艦在試航期間高速轉彎，傾斜15°，導致較低位置的炮眼開始進水，因此俄軍才會改為採用前述設計。每門75毫米炮配備300發炮彈。在光榮號完工之前，俄軍移除了多餘的哈奇開斯3磅速射炮，只留下四門作禮炮之用。另外，光榮號設有四門381毫米魚雷發射管，水上發射管安裝在艦艏和艦艉（裝有兩枚魚雷），水下發射管則安裝在船舷兩側（裝有三枚魚雷）。然而，其中兩個發射管在1914年之前被拆除。

### 戰時改裝
按照歷史學家史蒂芬·麥克勞克林（Stephen McLaughlin）的說法，俄軍在戰爭期間為光榮號安裝了兩門47毫米防空炮，但在1917年初該艦設有四門76毫米防空炮。同期，光榮號的輕型武器已減少至12門75毫米火炮。1916年，當光榮號在赫爾辛基休整時，其主炮仰角增加到最大的25°，使射程增至21,000（23,000碼）。

## 服役歷史
光榮號由位於聖彼得堡的波羅的海造船廠建造。它於1902年11月1日開始鋪設龍骨，1903年8月29日下水，並於1905年10月服役。俄羅斯帝國海軍原訂派遣此艦參加日俄戰爭的對馬海峽海戰，但由於它未能如期竣工，無法參與戰事。1906年，俄國派遣光榮號與皇太子號戰艦協助鎮壓斯韋阿堡叛亂。俄國在對馬海峽海戰後改革了海軍，又在斯韋阿堡叛亂後成立了專為海軍學院畢業的新軍官而設的訓練中隊，並指派光榮號至此協助訓練。1908年，墨西拿發生地震，正於地中海進行巡航訓練的光榮號救起了一些倖存者，並把他們送往那不勒斯接受治療。1910年8月，光榮號發生嚴重鍋爐事故，被皇太子號戰艦拖到直布羅陀作緊急維修，然後駛往土倫接受長達一年的大修。當光榮號返回喀琅施塔得後，俄國解除了它的訓練任務，並轉入波羅的海艦隊。
第一次世界大戰開始時，雖然四艘甘古特級無畏艦已經基本完工，但俄國未有安排它們服役，因此波羅的海艦隊只有四艘前無畏艦服役，也是艦隊的第二旅。當四艘甘古特級戰艦竣工後，俄國指派它們保衛芬蘭灣口。1915年7月31日，光榮號駛經伊爾別海峽，並協助俄軍保衛里加灣。具體地說，光榮號須以火炮支援俄羅斯帝國陸軍，同時保衛海灣免受德意志帝國海軍攻擊。

### 里加灣海戰
僅僅一周後（即8月8日），德軍開始掃蕩保護伊爾別海峽的水雷，光榮號則在巡邏艇勇敢號（Khrabry）和格羅齊亞什奇號（Groziashchii）的伴隨下突襲敵方掃雷艦。德軍的前無畏艦阿尔萨斯号战列舰和不伦瑞克号战列舰試圖驅趕俄軍艦隻，雖然光榮號因近距離失誤而遭受碎片傷害，但它仍然留在原位。另一方面，光榮號沒有朝德軍發炮，原因是艦長不想暴露德軍艦隻在光榮號射程之外的事實。最後，德軍未能掌握俄軍放置的水雷數量，決定撤退，並重新考慮他們的計劃。
8月16日，德軍再度嘗試掃雷，這次他們派出拿骚号战列舰和波森号战列舰來保護掃雷艦。光榮號讓水淹沒了側艙，藉此產生3°橫傾側角，使射程增至16,000（18,000碼）。光榮號未有與德國戰艦交戰，只是在掃雷艦和其他艦艇（如裝甲巡洋艦阿達爾伯特親王號）接近己方艦隻時開火。翌日，德軍再度展開攻勢，光榮號被對方以280（11.1英寸）炮彈接連擊中三次。第一枚炮彈擊穿了光榮號上層裝甲，並在煤倉爆炸；第二枚炮彈穿透上層甲板，擊中船尾左舷六英吋炮塔的支撐管，在彈藥升降機引發火災，導致彈藥庫被淹沒；第三枚炮彈穿過船上一對小艇，最後落入水中爆炸。然而，光榮號未有因此遭受嚴重損傷，一直停留原地，直至接到命令才撤離。德軍於18日進入里加灣，但不久後就被迫撤退，原因在於他們在19日收到英國E級潛艇E1號以魚雷攻擊戰鬥巡洋艦毛奇號的情報，又認為俄軍設於伊爾別海峽的岸防炮使進入里加灣一事變得危險。
德軍撤離後，經過簡單維修的光榮號轉而執行其他任務，並用火炮支援己方部隊。1915年9月25日，光榮號連續炮擊圖庫姆斯附近的德軍陣地，在拋錨停船時被敵方擊中司令塔，導致艦長連同五名船員陣亡。歷史學家麥克勞克林認為此次傷亡由德軍野戰炮兵造成，但格奧爾基·尼卡索夫（George M. Nekrasov）援引德國說法，認為是兩架德軍水上飛機的其中一架投下10.0（22磅）炸彈造成。即使司令塔被擊中，但光榮號仍然停在原地，繼續炮轟敵方陣地。此後光榮號繼續支援陸軍部隊，直至里加灣的海水有結冰的危險，它才離開戰場返回庫伊瓦斯圖港過冬。1916年4月12日，駐紮在庫伊瓦斯圖港的光榮號被德軍水上飛機投下的三枚輕型炸彈擊中，雖然艦體損害輕微，卻造成七名船員死亡。7月2日，光榮號繼續支援己方部隊，同時炮擊來犯的德軍，期間它的水線裝甲被200（8英寸）炮彈擊中，但沒有造成任何傷害。7月至8月期間，光榮號曾多次執行這類任務。光榮號的行動讓德國軍方十分惱火；9月12日，當光榮號回應德國巡洋艦的佯攻時，德軍以UB-31號潛艇和低空飛行的魚雷轟炸機協同伏擊，試圖擊沉光榮號，但所有魚雷均未擊中。此舉也是首次有魚雷轟炸機攻擊移動中的戰艦。

### 穆胡島海戰
1917年10月，德軍開始登陸薩雷馬島並防守里加灣口，旨在保衛分隔薩雷馬島和希烏馬島的卡薩爾灣（Kassar Wiek），而光榮號則被阻擋在外。同月15日至16日，當德軍魚雷艇在卡薩爾灣與俄軍輕型部隊交戰時，光榮號斷斷續續地向敵方開火，但當它駛至穆胡海峽凱塞嶼附近，炮火無一擊中敵方。17日上午，德軍試圖掃除俄軍放置在穆胡海峽南部入口處的水雷。波羅的海艦隊海軍中將米哈伊爾·巴希雷夫命令光榮號、皇太子號、巴揚號裝甲巡洋艦南下迎敵，並於歐洲中部時間上午8時05分朝掃雷艦開火。德軍的国王号战列舰和王储号战列舰掩護掃雷艦，但在更南邊航行的光榮號則於8時12分以幾乎最大射程發炮。皇太子號的炮塔沒有改裝，因此未能得到額外的仰角，它與巴揚號一同留在後方，繼續與敵方掃雷艦交戰。德軍戰艦還擊，但他們的炮彈在20,400（22,300碼）射程內落空。光榮號繼續炮擊德軍，但未有命中，一些炮彈只落在距離國王號僅49（160英尺）處。德軍艦艇在狹窄的已掃航道中航行，無法轉動，處於嚴重劣勢，因此他們決定掉轉航向，以脫離俄軍射程範圍。

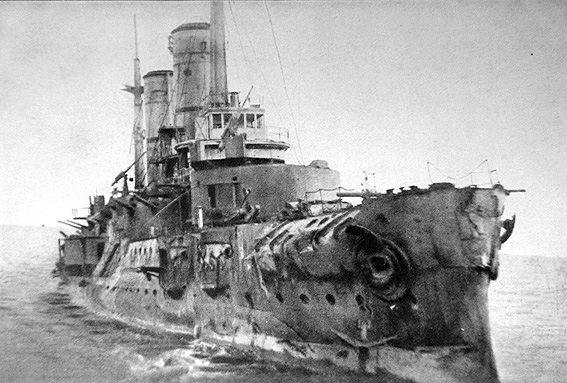
擱淺的光榮號

雖然德軍掃雷艦多番遭到光榮號、皇太子號、巴揚號以及俄軍岸防炮攻擊，但炮彈碎片只造成輕微損壞，並取得良好進展。期間，光榮號的前炮塔因為青銅齒條彎曲導致齒輪無法移動，因而無法操作。在故障發生前，炮塔中的兩門火炮只發射了11次。接著，光榮號接到命令，要求艦隻北上來讓船員們吃午飯，但它在10時04分返回戰場，以後方炮塔攻擊掃雷艦，射程大約為11,000（12,000碼）。當俄軍吃飯時，德軍掃雷艦已清理出一條通往北方的航道，無畏艦則利用此航道與俄軍前無畏艦交戰。國王號於10時14分炮擊光榮號，並在第三次齊射時以三發炮彈擊中它。第一枚炮彈擊中光榮號艦首，位置大約在吃水線以下3.0—3.7（10—12英尺），引致艦首電機艙爆炸，海水淹沒了該艙、前部12吋彈藥庫以及其他艦首艙室。第二枚炮彈穿透了絞盤。1,130公噸（1,110長噸）的海水湧入光榮號艦體，使其橫傾側角增至8°，後來又透過反進水措施來減至4°。這也使光榮號船首吃水增加至大約9.8（32英尺）。第三枚炮彈擊中與輪機艙附近的左舷裝甲，但沒有穿透。10時24分，又有兩枚炮彈擊中光榮號前部煙囪附近的上層建築，損壞了一個6吋彈藥庫和前部鍋爐艙，並且引發大火，火勢在大約15分鐘後被撲滅。然而，艦長以預防為由，讓海水淹沒了左前部的6吋彈藥庫。10時39分，光榮號再被兩枚炮彈擊中，導致鍋爐艙內三人死亡，一個煤倉被淹沒。大約在這個時候，俄軍命令光榮號往北撤退，巴揚號則跟在後面吸引德軍戰艦火力。
由於光榮號吃水深度大增，無法使用希烏馬島和沃爾姆西島之間的疏浚航道，因此俄方高層發出命令，要求光榮號在所有吃水深的艦艇都進入航道後，在航道入口處自沉。但是，二月革命後在船上組織的水手委員會（Sailors' Committee）因擔心艦隻沉沒而下令放棄輪機艙，也無人聽從艦長的停船命令，最終光榮號擱淺在航道東南方的一處淺灘上。在11時58分後部12吋彈藥庫爆炸之前，不少驅逐艦協助疏散光榮號船員。俄軍認為光榮號擱淺並不足夠，因此命令三艘驅逐艦以魚雷攻擊。三艘驅逐艦合共射出六枚魚雷，但只有一枚起了作用，光榮號停於淺水區底部，右舷靠近煙囪處有一個洞。1918年5月29日，蘇俄正式把光榮號從海軍名單上剔除。1935年，愛沙尼亞人把艦隻拆解報廢。

## 延伸閱讀
- Vinogradov, Sergei. . Warship International. 2015, LII (1): 9–13. ISSN 0043-0374 （英语）.
- Taylor, Bruce (编). . Barnsley: Seaforth Publishing. 2018. ISBN 978-0-87021-906-1 （英语）.